# Serious Danger
Serious Danger was een UK garage-project van producer Richard Philips.
Hij maakt vanaf 1994 een handvol singles. In 1997 produceerde hij als Serious Danger het nummer Deeper, dat aansloot bij de populaire speedgarage van dat moment. In het voorjaar van 1998 bereikte het nummer diverse hitlijsten, waaronder in de Nederlandse top 40. Ook High noon werd een bescheiden hit. Op het hoogtepunt van zijn roem maakte hij voor het Britse blad Ministry de mixplaat Ministry Presents Speed Garage, waarop de populaire speedgarage-sound van dat moment wordt gepresenteerd. Hij werd tevens gevraagd de hit God Is a DJ van Faithless te remixen. Een jaar later kwam The Program (1999), een mixalbum met meer dan de helft eigen tracks. Daarvoor nam hij ook het nummer Do U Dream met Carlton McCarty op. Het momentum van zijn stijl was dan echter alweer voorbij. Hierna verdween Philips weer in de anonimiteit.

## Hitlijsten
| Single met eventuele hitnotering(en) in de Nederlandse Top 40 | Datum van verschijnen | Datum van binnenkomst | Hoogste positie | Aantal weken | Opmerkingen             |
| ------------------------------------------------------------- | --------------------- | --------------------- | --------------- | ------------ | ----------------------- |
| Deeper                                                        | 1997                  | 11-04-1998            | 26              | 6            | Dancesmash op Radio 538 |
| High Noon                                                     | 1998                  | 13-06-1998            | tip18           |              | Dancesmash op Radio 538 |